# Мейзенбуг, Мальвида фон
Мальвида фон Мейзенбуг (нем. Malwida von Meysenbug; 28 октября 1816[…], Кассель — 23 апреля 1903 или 26 апреля 1903, Рим) — немецкая писательница, номинантка первой Нобелевской премии по литературе 1901 года.

## Биография
Родилась 28 октября 1816 года в немецком городе Кассель в земле Гессен на реке Фульда. Её отец Карл Ривальер фон Мейзенбуг происходил из семьи французских гугенотов и получил титул барона от германского монарха Вильгельма I. Девятая из десяти детей, она прекратила общение с семьей из-за своих политических убеждений. Двое из её братьев сделали блестящую карьеру: один стал министром в Австрии, другой министром в Карлсруэ. Мальвида присоединилась к сообществу в Гамбурге, а затем в 1852 году иммигрировала в Англию, где она жила, зарабатывая обучением и переводами. Там она встретилась с республиканцами и политическими беженцами: Александром Ледрю-Ролленом, Луи Бланом и Готфридом Кинкелем.
В 1862 году Мальвида фон Мейзенбуг отправилась в Италию с Ольгой Герцен, дочерью Александра Герцена (она преподавала его дочери) и некоторое время проживала там.
Она умерла в Риме в 1903 году и похоронена на протестантском кладбище города.

## Творчество
- Memoiren einer Idealistin (1869—1876)
  - Воспоминания идеалистки / Пер. с нем. Н. А. Макшеевой. — Москва ; Ленинград : Academia, 1933. — 598 с. — (Иностранные мемуары, воспоминания, дневники, письма и материалы по истории литературы, общественной мысли и быта)
- Der Lebensabend einer Idealistin (1898)
- Individualitäten (1901)